# 内里教会
内里教会（韓語：내리교회）是韩国的一座监理会教堂，位于仁川市中区内洞。
该堂是韩国最早的新教教堂之一，信徒们称它为“韩国的母亲教会”。它在各个领域都拥有“韩国第一”的记录，例如建立了韩国第一所小学永化初等学校。从那时起，内里教会通过同时提供教育和宣教，对韩国的启蒙时期做出了贡献。
1901年12月拆除旧教堂，改建新的砖砌十字形建筑。1955年开始拆除重建，1958年12月22日，竣工，以后又重建一次，完成宣教100周年纪念礼拜堂。
附近有圣公会教堂仁川內洞圣公会圣堂。

## 历史
该堂由传教士亚篇薛罗（Henry Gerhard Appenzeller，1858－1902) 创立于1885年7月29日。1891年，建造早期卫斯理教堂。1892年，创办韩国第一所小学永化初等学校。1893年， 开设了韩国最早的神学院课程，以及韩国第一个妇女传教组织。1894年，建造韩国第一座女性专用教堂。1897年，成立韩国第一个基督教青年会。1899年，成立韩国第一个神学协会。1900年，出版韩国第一本神学院教科书。2011年新建亚篇薛罗异象中心。2013年建成卫斯理十字架教堂。

## 建筑
目前，共有三座建筑正在使用：宣教100周年纪念礼拜堂、2011年新建的亚篇薛罗异象中心和2013年建成的卫斯理十字架教堂。三座建筑物几乎相邻。 

## 交通
- 京仁线东仁川站:首尔地铁1号线

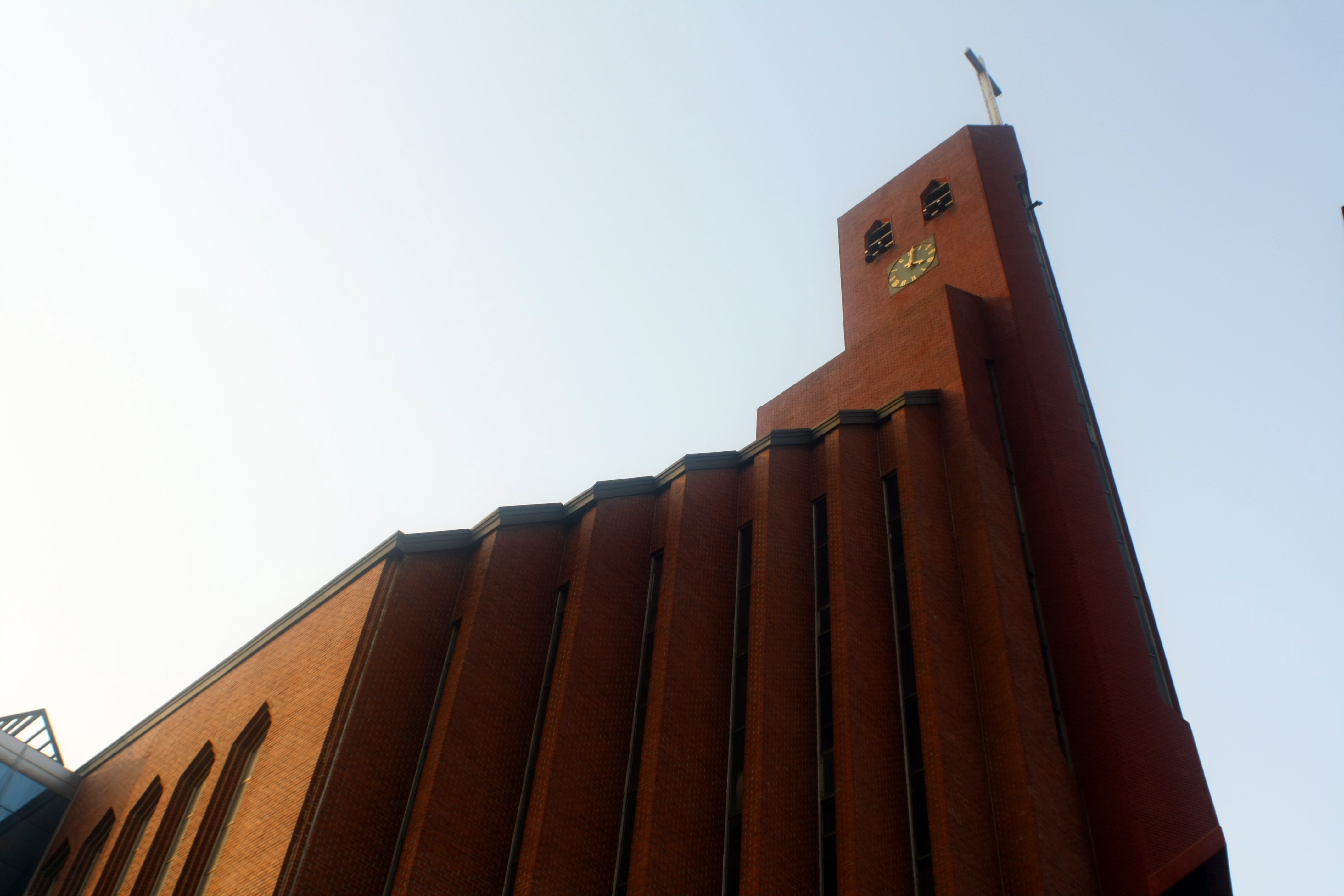
前景
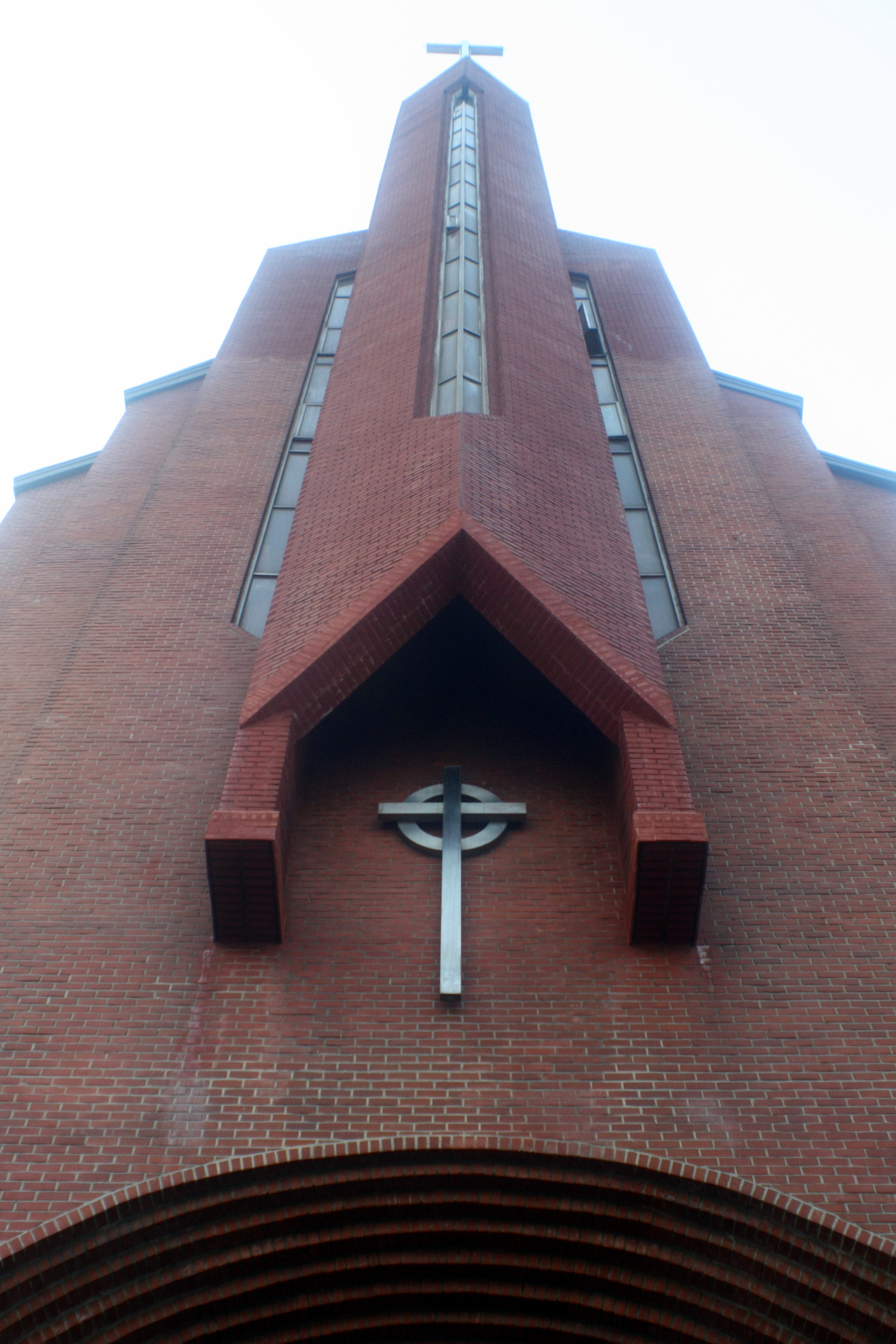
正面